# Katete
Katete es una ciudad situada en la provincia Oriental, Zambia. Tiene una población de 21.459 habitantes, según el censo de 2010.
La ciudad se encuentra al pie de las colinas rocosas que se alzan al este, incluyendo la colina de Mpangwe y la colina de Kangarema, que alcanzan los 1600 m y están rodeadas por campos cultivados. Se encuentra en la Gran carretera del Este, a unos 90 kilómetros al suroeste de la capital provincial, Chipata, a una altitud de 1060 m en la divisoria de aguas de los ríos Luangwa y el Zambeze.